# کاپو واتچانو
کاپو واتچانو (به ایتالیایی: Capo Vaticano) یک منطقهٔ مسکونی در ایتالیا است که در ریکادی واقع شده‌است.